# Niels E. Skakkebæk
Niels Erik Skakkebæk (født 15. juli 1936 i Vodskov) er en dansk androlog og professor ved Københavns Universitet og overlæge ved Rigshospitalet på Afdelingen for Vækst og Reproduktion. Han er særlig kendt for studier af mænds sædkvalitet.
Skakkebæk er søn af gårdejer Jens Jensen Skakkebæk og hustru Oda f. Mortensen og voksede op på gården Skakkebæk der lå ved Limfjorden ved Vodskov. Han tog studenteksamen på Frk. Gluuds studenterkursus og begyndte derefter på studiet til dyrlæge. Efter to år skiftede han dog til lægestudiet.
Skakkebæk blev uddannet som læge i 1965, blev speciallæge i pædiatri og professor i børnesygdomme/pædiatri i 1982 ved Hvidovre Hospitals børneafdeling. Han har siden 1990 været overlæge og professor ved Rigshospitalets afdeling for vækst og reproduktion.
I 1992 udgav Skakkebæk sammen med sine forskningskollegaer artiklen Evidence for decreasing quality of semen during past 50 years der var en meta-analyse af studier af mænds sædkvalitet fra 1938-1991.
Opgørelsen viste et fald på omtrent 50% i perioden.
Studiet skabte debat, og også yderligere efter at Bjørn Lomborg nævnte studiet i sin bog Verdens sande tilstand.
Skakkebæks studier gjorde ham til den trediemest omtalte danske videnskabsmand i ikke-videnskabelige engelsk-sprogede medier 1994-2004 efter Niels Bohr og Bjørn Lomborg.
Skakkebæk modtog i 1993 Novo Nordisk Prisen
og i juni 2006 Kirsten og Freddy P. Johansens prisen. Han er Ridder af Dannebrog og optaget i Kraks Blå Bog.
Han har siden 4. september 1965 været gift med administrationschef, cand. phil. Mette Skakkebæk (født 28. juli 1943 i Nørresundby).